# Támogatás
Támogatás olyan tevékenység, amely a szervezet kedvező környezeti megítélésének erősítését szolgálja a szervezet társadalmi felelősségének és érzékenységének támogatás formájában történő demonstrálásával.
A támogatás gyűjtőkategória.
Területei: – szponzorálás, mecenatúra.

## Szponzorálás (sponsorship)
Ellentétezett anyagi vagy egyéb támogatás nyújtása.
Gazdasági sikerek reményében megkötött, jogokat és kötelezettségeket jelentő, kétoldalú üzleti kapcsolat.

## Mecenatúra (donation)
Ellenszolgáltatás nélküli támogatás nyújtása.